# Lucyfer (serial telewizyjny)

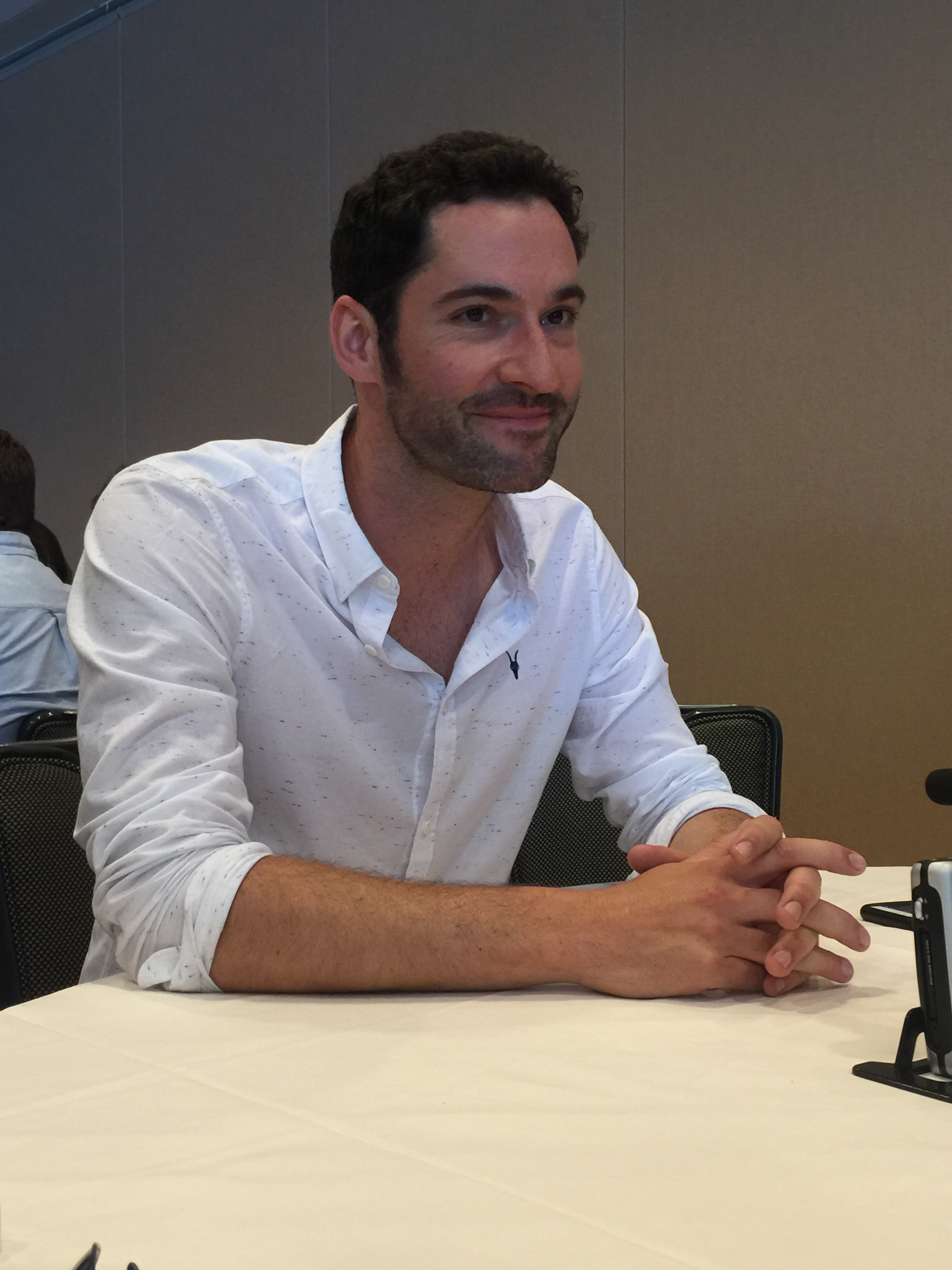
Tom Ellis – odtwórca tytułowej roli w serialu

Lucyfer (ang. Lucifer) – amerykański serial telewizyjny, łączący wątki kryminalne z elementami urban fantasy, wyprodukowany przez Jerry Bruckheimer Television, Vertigo (DC Entertainment) oraz Warner Bros. Television. Serial jest adaptacją komiksu pod tym samym tytułem autorstwa Neila Gaimana i Sama Kietha, wydawanego przez DC Comics.
Serial zadebiutował 25 stycznia 2016 roku na antenie amerykańskiej sieci telewizyjnej Fox, na której zlecenie powstały pierwsze trzy sezony. Począwszy od sezonu czwartego, Lucyfer produkowany jest jako jeden z seriali oryginalnych platformy Netflix, która przejęła prawa do niego po rezygnacji Fox z dalszej emisji.
W Polsce Lucyfer udostępniony został w ramach usługi VOD Seriale+ platformy nc+ 5 lutego 2016 roku, a następnie emitowany na kanale Canal+ Seriale od 28 lutego 2016. Serial wyświetlają także stacje TVN 7 i Metro.

## Fabuła
Lucyfer, jeden z synów Boga, upadły anioł i władca piekła, znudzony swoim dotychczasowym, wiecznym istnieniem opuszcza zaświaty. Przybiera postać atrakcyjnego mężczyzny po trzydziestce, o nazwisku Lucyfer Morningstar (co jest zbitką łacińskiej i angielskiej nazwy Gwiazdy Porannej) i zamieszkuje w Los Angeles, gdzie kupuje luksusowy klub nocny „Lux”. Zachowuje przy tym całą nadprzyrodzoną moc. Początkowo wiedzie życie bogatego, cynicznego i egoistycznego hedonisty i seksoholika. Gdy pod jego klubem zostaje zastrzelona zaprzyjaźniona z nim dziewczyna, poznaje prowadzącą śledztwo policyjną detektyw Chloe Decker. Choć początkowo dzieli ich wszystko, z czasem nawiązuje się między nimi relacja, która z jednej ze strony wystawia na próbę dotychczasowy światopogląd niewierzącej w diabła Chloe, a z drugiej strony sprawia, iż Lucyfer zaczyna stopniowo rewidować swoją bardzo nieprzychylną dotąd opinię o ludzkości. Lucyfer zaczyna pomagać policji w rozwiązywaniu spraw kryminalnych i ściganiu zbrodniarzy.

## Obsada

### Główne role
- Tom Ellis jako Lucyfer Morningstar[7]
- Lesley-Ann Brandt jako Mazikeen „Maze”[8][9]
- Lauren German jako Chloe Jane Decker, detektyw[10]
- Rachael Harris jako dr Linda Martin, terapeutka Lucyfera[11]
- D.B. Woodside jako Amenadiel, brat Lucyfera
- Kevin Alejandro jako Dan Espinoza, detektyw z wydziału zabójstw, były mąż Chloe[12]
- Scarlett Estevez jako Trixie, córka Chloe Decker i Dana Espinozy
- Aimee Garcia jako Ella Lopez, technik z wydziału zabójstw (od sezonu 2)[13]
- Kevin Rankin jako Malcolm Graham, detektyw (sezon 1)[14]
- Tricia Helfer jako matka Lucyfera, Charlotte Richards (sezon 2–3)[15]
- Tom Welling jako Marcus Pierce (sezon 3)[16]

### Role drugoplanowe
- Inbar Lawi jako Ewa (sezon 4, 5B, 6)[17]
- Graham McTavish jako ksiądz Kinley (sezon 4)[18]
- Brianna Hildebrand jako Aurora / Rory (sezon 6)

## Odcinki
| Sezon | Sezon | Odcinki | Odcinki      | Oryginalna emisja   | Oryginalna emisja | Oryginalna emisja | Oryginalna emisja | Oryginalna emisja |
| Sezon | Sezon | Odcinki | Odcinki      | Premiera sezonu     | Finał sezonu      | Produkcja         | Premiera sezonu   | Finał sezonu      |
| ----- | ----- | ------- | ------------ | ------------------- | ----------------- | ----------------- | ----------------- | ----------------- |
|       | 1     | 13      | 13           | 25 stycznia 2016    | 25 kwietnia 2016  | FOX               | 28 lutego 2016    | 22 maja 2016      |
|       | 2     | 18      | 18           | 19 września 2016    | 29 maja 2017      | FOX               | 7 lutego 2017     | 15 sierpnia 2017  |
|       | 3     | 26      | 26           | 2 października 2017 | 28 maja 2018      | FOX               | 6 lutego 2018     | 31 lipca 2018     |
|       | 4     | 10      | 10           | 8 maja 2019         | 8 maja 2019       | Netflix           | 8 maja 2019       | 8 maja 2019       |
|       | 5     | 16      | 8            | 21 sierpnia 2020    | 21 sierpnia 2020  | Netflix           | 21 sierpnia 2020  | 21 sierpnia 2020  |
| 8     | 5     | 16      | 28 maja 2021 | 28 maja 2021        | 28 maja 2021      | 28 maja 2021      |                   |                   |
|       | 6     | 10      | 10           | 10 września 2021    | 10 września 2021  | Netflix           | 10 września 2021  | 10 września 2021  |

## Produkcja
7 lutego 2015 roku stacja FOX zamówiła odcinek pilotażowy. 9 maja 2015 roku stacja FOX zamówiła serial Lucifer na sezon telewizyjny 2015/2016 z emisją w midseason.
W pierwszej wersji pilota serialu rolę Dana, byłego męża Chloe, odgrywał Nicholas Gonzalez.
8 kwietnia 2016 roku stacja FOX ogłosiła zamówienie drugiego sezonu, składającego się z 13 odcinków, jednakże 31 października 2016 zostało zamówione dodatkowe 9 odcinków, oficjalnie wydłużając drugi sezon do 22 odcinków.
W czerwcu 2016 roku Tricia Helfer dołączyła do obsady 2. sezonu serialu. Wcieliła się w matkę Lucyfera. W tym samym miesiącu ogłoszono, że Aimee Garcia dołączyła do 2. sezonu „Lucyfera”.
13 lutego 2017 roku, serial został przedłużony o trzeci sezon, który planowo miał składać się z 22 odcinków, jednak 23 marca 2017 roku stacja Fox zdecydowała o przeniesieniu ostatnich 4 odcinków z drugiego sezonu do trzeciego, w związku z czym druga seria liczy 18 odcinków, a trzecia planowo miała ich mieć 26. Dnia 30 marca 2018 roku twórczyni serialu ogłosiła, że dwa odcinki które zostały nakręcone wiosną, będą wyemitowane w sezonie czwartym, jeśli zostanie on zamówiony. Jednak 11 maja 2018 roku stacja FOX ogłosiła anulowanie serialu. Z kolei 21 maja została podana informacja, że wyprodukowane odcinki zostaną wyemitowane 28 maja przez stację FOX jako osobny dwugodzinny bonusowy odcinek. Na głównej stronie internetowej serialu i stacji FOX, dodatkowe dwa odcinki mają numery 25-26 i wliczają się w sezon trzeci, pomimo tego, że fabularnie nie stanowią kontynuacji odcinka 24, początkowo uznawanego za finał serialu. Miesiąc po anulowaniu serialu – 15 czerwca – Netflix poinformował o przejęciu serialu i o rozpoczęciu preprodukcji 4 sezonu, składającego się z 10 odcinków.
Na początku czerwca 2019 Netflix ogłosił, że kolejny, piąty sezon będzie ostatnim. Finałowa seria została wydłużona i będzie się składać z 16 odcinków, przy czym mają one zostać udostępnione abonentom platformy w dwóch ośmioodcinkowych "rozdziałach". W marcu 2020 r. w amerykańskich mediach pojawiły się nieoficjalne informacje o tym, iż cała główna obsada oraz najważniejsi twórcy serialu podpisali kontrakty umożliwiające realizację szóstego sezonu.

### Muzyka
Muzyką tytułową serialu jest sześciosekundowy klip utworu „Being Evil Has a Price”, wykonywany przez zespół Heavy Young Heathens. Kompozytorzy utworu, Robert i Aron Marderosian, wnieśli pozew przeciwko Warner Bros., twierdząc, że studio nie dotrzymało swojej części umowy nie umieszczając ich w napisach jako twórców utworu.